# Колесниково (Ростовская область)
Колесниково — хутор в Матвеево-Курганском районе Ростовской области.
Входит в состав Матвеево-Курганского сельского поселения.

## География

### Улицы
| - ул. Васильковая, - ул. Железнодорожная, - ул. Зои Космодемьянской, - ул. Лазоревая, - ул. Ленина, - ул. Молодёжная, - ул. Николаева, | - ул. Ореховая, - ул. Придорожная, - ул. Прудная, - ул. Сиреневая, - ул. Степная, - ул. Таганрогская, - ул. Энтузиастов. |

## Население
| 2010 | 2014 |
| ---- | ---- |
| 575  | ↗619 |